# Stanislas Beaunier
Pour les articles homonymes, voir Beaunier.
François Stanislas Beaunier, né en 1781 à Areines (France) et mort le 29 janvier 1858 à La Ville-aux-Clercs, est un médecin et naturaliste français.
Médecin, membre de la Société d'agriculture de Blois, il est notamment l'auteur d'un des plus anciens traités sur l'élevage et l'économie des abeilles en France.

## Publications
- Traité pratique sur l'éducation des abeilles. Ouvrage qui renferme des moyens sûrs pour retirer un grand produit de ces mouches sans les faire périr ; pour les soigner dans toutes les circonstances qui dépendent des localités et des années plus ou moins favorables ; pour former très facilement des essaims artificiels ; pour préparer le miel et la cire, etc. Terminé par un abrégé de l'histoire naturelle des abeilles. Avec figures. À Vendôme, chez l'auteur, 1806.
- Le Guide des propriétaires et des jardiniers pour le choix, la plantation et la culture des arbres (1821).
- Précis sur les greffes, faisant suite au Guide des propriétaires et des jardiniers (1821).